# Miriam Albano
Miriam Albano (Venezia, 28 marzo 1991) è un soprano italiano, vincitrice di numerosi concorsi internazionali e fino al 2019 solista alla Wiener Staatsoper.

## Biografia

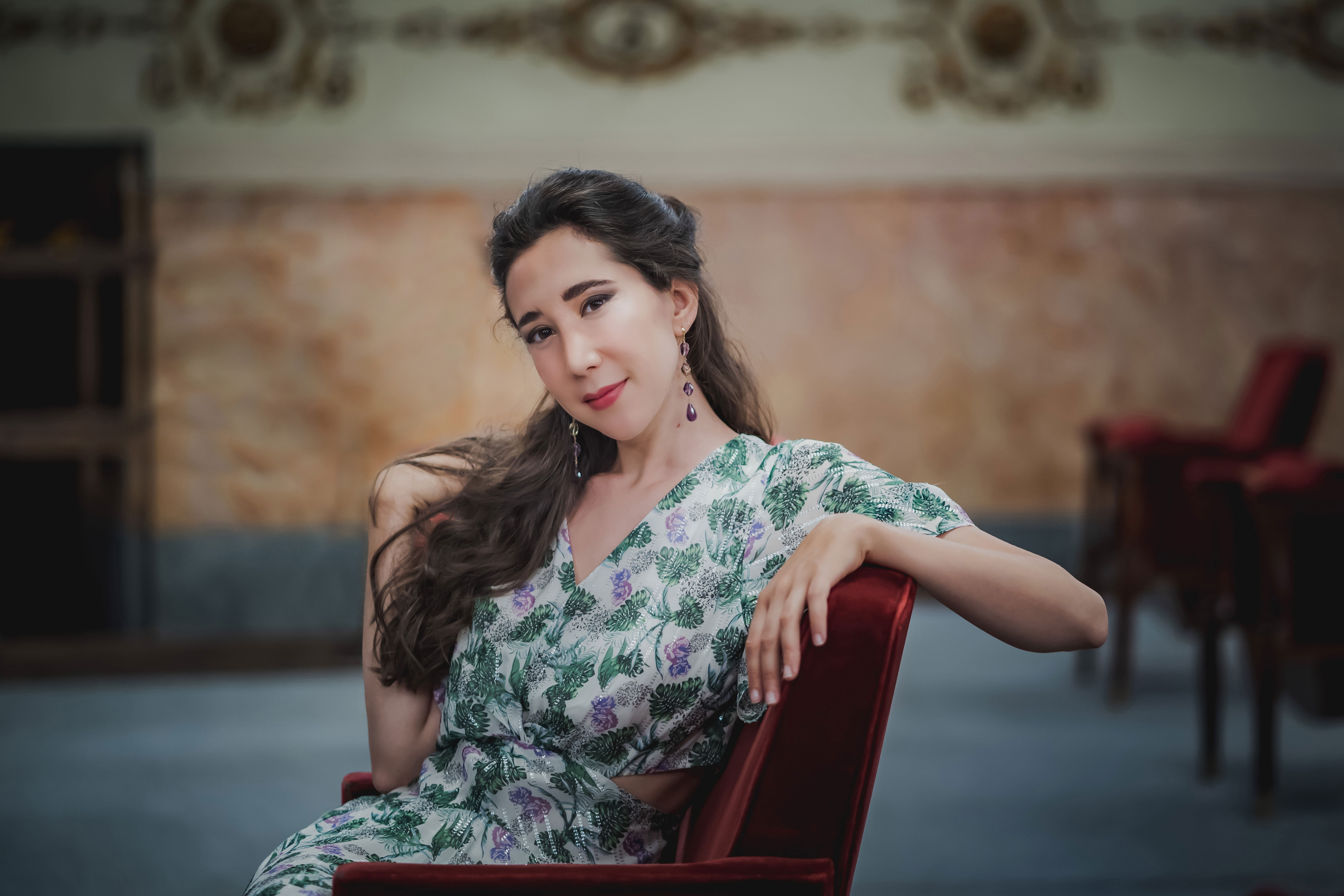
Miriam Albano (2021)

Miriam Albano nasce in una famiglia di musicisti da madre pianista e da padre violista. Il nonno materno cominciò la sua carriera come Suggeritore (maestro rammentatore) al Teatro alla Scala e al Gran Teatro la Fenice di Venezia e negli anni cinquanta e sessanta diresse numerose opere del repertorio belcantista.
Miriam inizia la formazione musicale all’età di sei anni nella classe di violino del Conservatorio Benedetto Marcello di Venezia. Nel 2007 intraprende lo studio del canto nella classe di Stella Silva dove si diploma con il massimo dei voti e la lode nel 2011. Prosegue gli studi a Vienna all’Università per la musica e le arti interpretative di Vienna sotto la guida di Claudia Visca. Nel 2017 conclude il Master in Lied e Oratorio con la lode e il premio mdw Appreciation Award da parte dell‘ università. Ha studiato con KS Robert Holl, Stephan Matthias Lademann e Charles Spencer. Prende parte a numerosi Master Class internazionali, tenuti da KS Brigitte Fassbaender, Helmut Deutsch, Malcom Martineau, Anne Sophie von Otter, Ann Murray.
Nel 2016 si esibisce al Festival di Salisburgo nel ruolo Puck dall'opera per Bambini Die Feenkönigin. Dal 2016 al 2019 è stata membro solista dell'Ensemble della Wiener Staatsoper. Debutta qui nei ruoli di Cherubino da Le Nozze di Figaro e Annio da La Clemenza di Tito sotto la direzione di Ádám Fischer. Veste i panni di Cherubino allo Schlosstheater Schönbrunn di Vienna, al Teatro dell‘ Opera di Roma in un nuovo allestimento di Graham Vick, al Teatro del Maggio Musicale Fiorentino e al Grand Théâtre de Bordeaux.
Debutta nel ruolo di Rosina dal Barbiere di Siviglia di Rossini al Gran Théâtre de Bordeaux in una produzione di Laurent Lelly e sotto la direzione di Marc Minkowski. Per la Deutsche Oper am Rhein debutta il ruolo di Angelina dalla Cenerentola di Rossini nella leggendaria regia di Jean-Pierre Ponnelle. Sempre per la Deutsche Oper am Rhein nella stagione 2019/2020 interpreta Zerlina nel Don Giovanni di Mozart, Cherubino da Le Nozze di Figaro, Stephano nel Romeo et Juliette di Charles Gounod. Nell'agosto 2020 canta Rosina al Circo Massimo per la stagione estiva del Teatro dell’ Opera di Roma sotto la direzione di Stefano Montanari. Nel giugno 2021 interpreta per il Maggio Musicale Fiorentino canta il ruolo di Melanto nella nuova produzione del Ritorno di Ulisse in Patria di Monteverdi firmata da Robert Carsen sotto la direzione di Ottavio Dantone.
In agosto 2021 per il 47. Festival della Valle d’ Itria interpreta il ruolo di Roberto nell’ opera Griselda di Alessandro Scarlatti. Nel settembre 2021 per il Teatro Regio di Torino è nuovamente Rosina nell'opera Il Barbiere di Siviglia. Nel Novembre 2021 canta il ruolo di Annio al Teatro Nacional de São Carlos di Lisbona. Nel gennaio 2022 al Theater an der Wien e al Teatro nazionale croato di Zagabria debutta nel ruolo di Autonoe dall’ opera Orfeo di Nicola Porpora. Nell'aprile 2022 debutta al Gran Teatro del Liceu di Barcellona il ruolo di Despina nel Così fan tutte di Mozart con la regia di Ivan Alexander e la direzione di Marc Minkowski.
Miriam Albano ha cantato per la Radio Kulturhaus di Vienna le Nuits d’été di Hector Berlioz sotto la direzione di Leopold Hager. Con l’ensamble Il Gene Barocco ha presentato un programma di arie di Caldara e Vivaldi per il Gstaad New Years Music Festival. Per il 68. Festival internazionale di Santander canta la Grande Messa in do minore K 427 insieme a Les Musiciens Du Louvre sotto la direzione di Marc Minkowski. Nel novembre 2019 per la Tonhalle di Zurigo si esibisce in un programma di musiche spagnole diretta da Alondra de La Parra. Per Eppaner Lied Festival in Sudtirol, per Internationaal Lied Festival di Zeist, per il Beethoven Center a Vienna ha presentato programmi di musica da camera per voce e pianoforte.
La sua ampia capacità vocale le permette di cantare il repertorio da soprano e da mezzosoprano, spaziando dal barocco ai giorni nostri.

## Riconoscimenti
- Finalista al BBC Cardiff Singer of the World (2017)
- Mozart-Premio e European Opera Center Award al Tenor Viñas Contest (2016)
- 2. Premio a Neue Stimmen (2015)
- 1. Premio Ada-Sari Competition (2015)[15]
- Premio del Centre de Musique Baroque de Versailles e Newcomer Price al Pietro Antonio Cesti-Contest per opera di Barocco a Innsbrucker Festwochen der Alten Musik (2014)
- 2. Premio al Concorso Ferruccio Tagliavini (2014)
- borso di studii a Bayreuther Festspiele (2018)